# Mangammal
Mangammal fou regent de Madura. Era la vídua del rei Chokkanatha Nayaka, i filla segons uns de Lingama Naicker de Chandragiri-Dupakul i segons altres de Lingana Nayaka, el que fou dalavay de Madura i governador de Trichinopoly. A la mort del seu marit no va poder fer el sati (suïcidi ritual) perquè estava prenyada; va donar a llum un segon fill o filla que devia morir aviat, però després ja no va fer el sati que en tot cas era voluntari.
A la mort del seu fill Ranga Krishna Muttu Virappa Nayaka III vers el 1689, la reina vídua Muttammal estava també prenyada; va donar a llum a un fill mascle, i tot seguit va fer el sati (suïcidi). La reina mare Mangammal va assolir la regència, primer en nom del fill no nascut i després en nom d'aquest que va portar el nom de Vijayaranga Chokkanatha.
La seva primera mesura fou reconèixer la sobirania de l'emperador mogol Aurangzeb. El 1693 el general Zulfikar Khan, que havia estat enviar al Dècan i assetjava Gingi, va recaptar el tribut a Trichinopoly i Tanjore.
Chikkadeva Raya de Mysore havia comprat Bangalore a Ekoji (o Venkoji) de Tanjore el 1687 i havia consolidat els seus dominis; s'havia fet tributari dels mogols i sota aquesta protecció estenia la seva zona d'influència. A Tanjore el nou raja Shahji també s'havia fet vassall de l'Imperi Mogol. El 1697 quan Zulfikar Khan el primer nawab d'Arcot, va retornar al sud, Mugammal li va enviar valuosos regals i amb el seu suport va recuperar algunes viles ocupades per Tanjore. El 20 d'abril de 1702 el nou nawab Daud Khan va rebre una carta de Mugammal (qualificada de reina de Terchenepali = Trichinopoly), en que demanava ajut contra el príncep de Aurpaliam (Uclaiyarpalaiyam), un altre tributari mogol, que s'havia apoderat d'algunes viles; Daud Khan va rebre regals, i encara que no va anar personalment va enviar una columna de tropes. L'ajut mogol es va mantenir mercès a freqüents donatius als alts càrrecs. També es van haver de pagar tributs als marathes.
Però Mysore continuava la seva campanya d'expansió: el 1690 dominava els Baramahals del districte de Salem fins al Kaveri. Entre 1690 i 1694, va conquerir gran part de Bednore, i va signar un tractat que li confirmava bona part de les seves conquestes. Poc després va atacar Madura i va envair els territoris de Salem i Coimbatore als caps dels quals va convertir en vassalls. Dalavay Kumaraiya fou enviat per segona vegada a assetjar Trichinopoly, però estava de camí quan va haver de tornar per un atac maratha a Mysore.
El missioner portuguès Joan de Britto va retornar al país Marava el 1691 tot i l'amenaça que suposava per la seva vida. Va convertir a alguns maraves entre els quals un príncep anomenat Tadiya Teva, hereu del tron de Ramnad que havia estat apartat de la successió; l'esposa de Teva era neboda de Kilavan Setupati i fou repudiada pel seu marit després que aquest es va convertir. La noia va demanar ajut a la cort; tots els enemics dels cristians es van unir per incitar a Kilavan Setupati, sobirà marava, a prendre mesures dràstiques. El sobirà va ordenar destruir totes les esglésies del regne i detenir a Britto i els seus companys. El 8 de gener de 1693 foren arrestats i duts a Ramnad el dia 11 on van quedar empresonats. Tadiya Teva era a la capital i va mirar d'aturar qualsevol represàlia però finalment Kalivan va ordenar la deportació de Brito al territori del seu germà Oraiyur o Oraiyurdevan, però amb ordes d'eliminar-lo. Britto fou portat davant Oraiyur a la riba del Pambar on va arribar el 31 de gener; el 3 de febrer va escriure una carta on deia que el 28 de gener havia estat jutjat i condemnat. La dona de Oraiyurdevan era cristiana però el ministre principal Murugappa Pillai, era un enemic declarat dels cristians i va ordenar l'execució del missioner el dia 4 de febrer; el cos mort de Brito fou mutilat i deixat als voltors.
Contra el que esperava el setupati, el martiri de Britto va donar una empenta al cristianisme a tot el país marava. Altres missioners com Bernardo Saa foren maltractats i els seus deixebles assassinats (segons carta d'1 de juny de 1700 de Martins) i no fou fins després del 1700 que la política de persecució es va canviar; els suposats miracles produïts per les restes de Britto i la mort d'Oraiyur i de Murugappa Pillai poc després de la mort de Britto, van orientar a la població cap al cristianisme i cada vegada hi havia més partidaris, encoratjats també per l'actitud favorable del fill gran del Setupati, el príncep Vaduganatha Teva (així anomenen els portuguesos a Tadiya Teva)
Mentre a Marava el cristianisme era perseguit, a Madura tenia llibertat. Mangammal va mostrar gran tolerància. El 1691 va obtenir l'alliberament del pare Mello empresonat a Marava. A Madura mateix tres religiosos acusats de violar principis morals, van fer apostasia i es van passar als enemics del cristianisme i van voler desacreditar als missioners. El pare Bouchet es va entrevistar amb el dalavay Narasappaiya, conegut per la seva hostilitat als europeus, i va aconseguir el seu favor amb regals i elogis, obtenint després la seva protecció a les predicacions cristianes. Llavors dos dels tres apòstates van retornar a la fe i només un va restar en contra. El raja de Tanjore, enemic dels cristians, no sols els prohibia als seus territoris sinó que va intentar que fossin perseguits als regnes veïns i va escriure a la regent de Madura i al raja d'Aurpaliam (Udaiyarpalaiyam), advertint del perill que representaven pels seus estats i pels trons; la regent va insistir a mantenir la llibertat de culte; el rei d'Aurpaliam va tenir una actitud més receptiva però lluny de perseguir el cristianisme o prohibir aquesta religió; va fer arrestar alguns missioners jesuïtes però després d'una advertència van poder romandre al país.
Mangammal també va respectar als musulmans; en una inscripció de 1692 consta una donació pel manteniment d'una mesquita en nom del rei, el seu net. Una altra donació d'alguns poblets consta el 1701. Les donacions als hindús foren tanmateix nombroses.
Rani Varma de Travancore (1684-1718) havia deixat de pagar el tribut i Mangammal li va declarar la guerra; aquest conflicte és confirmat pels jesuïtes. Sembla que inicialment foren expedicions anuals per recaptar el tribut a la força. L'autoritat a Travancore havia estat usurpada pels ministres que es negaven de manera radical al pagament, i finalment l'exèrcit de Madura va haver de saquejar Travancore. El pas de Aramboly, que permetia el trànsit entre Madura i Travancore no estava vigilat; per una desídia notable durant anys aquest pas va estar sense guàrdia. L'exèrcit de Madura (anomenats els badaga o badagues) va avançar un any mes el 1697 (probablement) i va arribar a Kurkulam la capital de Travancore que podria ser Quilon però que els erudits identifiquen més aviat amb Kalkolang o Kalkulam. Llavors Ravi Varna es va aliar a les forces de Madura a les que va prometre part del seu regne a canvi del seu ajut per alliberar-se de vuit dels seus ministres que exercien realment el poder; com a prova va entregar la fortalesa i els badaga van matar alguns ministres (altres van poder fugir o comprar la seva vida). Una vegada es va veure lliure, Ravi es va girar contra els badaga i els va assetjar a Kurkulam; els badaga que no esperaven l'atac van fugir en confusió i foren perseguits i molts foren massacrats. L'exèrcit de Madura va quedar destruït i només un nombre reduït va poder tornar a Madura. Aquest relat és diferent d'algunes altres cròniques: diuen que l'exèrcit de Madura estava dirigit per dalavay Narasappaiya i que va triomfar i recaptar el tribut incloent alguna peces d'artilleria.
Les contínues agressions de Shahji de Tanjore van portar a la guerra amb madura vers el 1700. Dalavay Narasappaiya fou encarregat de l'expedició i va fortificar el nord del riu Coleroon per evitar la devastació del seu país, i va atacar el regne de Tanjore. L'exèrcit d'aquest fou derrotat; un intent de contraatac per la zona del riu, va fracassar i molts homes i cavalls es van ofegar mentre creuaven per un mal lloc. En la confusió dalavay Narasappaiya va atacar a l'exèrcit de Tanjore i el va aniquilar; el regne fou devastat. Shahji va acusar del desastre al seu ministre principal Baloji o Vagoji Pundit, objecte també de la ràbia del poble; el ministre va proposar un pacte honorable, i si no ho aconseguia demanava al raja que l'executés. Se li va donar permís per negociar i en menys d'una setmana va recaptar una gran quantitat de diners, espoliant a comerciants i al tresor públic, i va subornar als ministres de Madura. Amb això va poder obtenir un bon tractat de pau que establia una aliança entre Tanjore i Madura. El seu èxit va reforçar la seva posició i va desarmar als seus enemics.
Poc després Mysore va fer una resclosa al riu Kaveri que agafava tota l'aigua del riu cap al seu regne, perjudicant a Madura i Tanjore. Aquestos dos regnes ara aliats van planejar un atac a Mysore però abans de fer res la resclosa es va trencar i les aigües del riu van tornar a córrer.
Raghunatha "Kilavati" Setupati de Marava havia assolit de facto la independència. Una carta dels jesuïtes diu que els maraves havien atacat Madura el 1698 i havien ocupat la ciutat que van conservar algun temps fins que dalavay Narasappaiya els va expulsar (vers 1700 o 1701). El 1702 la regent va iniciar una expedició contra Ramnad o Marava. Tenia el suport de Tanjore. Però dalavay Narasappaiya va morir en la campanya i l'exèrcit invasor fou derrotat; el setupati podia reunir fins a 40000 maraves en una setmana i això li donava gran avantatge. Aquesta victòria va assegurar la independència del país Marava. Raghunatha "Kilavati" Setupati va reforçar llavors les fortificacions de la capital Ramnad per prevenir nous atacs i el 1709 va derrotar a un exèrcit de Tanjore que va envair al país (Tanjore havia estat assolat per ciclons i per la fam); els invasors van haver de demanar la pau i els maraves van conquerir la fortalesa de Arantangi.
Mangammal fou una regent lliberal; va fer nombroses donacions de caritat publica, va construir camins, edificis i carrers en els que va fer plantar arbres per comoditat dels transeünts i va instal·lar parades i dipòsits d'aigua a les vies. Va dedicar atenció a la irrigació, segons mostren les inscripcions al canal Uyyakkondan datades el 1687 i 1704.
Es diu que els dos o tres darrers anys va esdevenir impopular per causa de la seva relació amb el ministre Archchaiya (segons Nelson). La impopularitat va augmentar quan es va mostrar poc disposada a cedir el poder al rei que arribava a la majoria d'edat. Llavors segons la tradició oral, fou arrestada, empresonada i deixada morir de gana. Els seus amors amb el ministre es basen en una estàtua d'Archchaiya i un bust de Mangammal on el seu amant va vestit amb moltes joies; el cert és que als darrers anys del seu govern tenia uns 55 anys i que els jesuïtes no esmenten cap afer amorós ni cap circumstància que pugui deixar pensar en una mort no natural.
La regència va durar 18 anys segons almenys tres fonts (la Història dels governadors del Carnàtic, un manuscrit suplementari i el manuscrit de Mackenzie); el manuscrit Mrtyunjaya dona 19 anys; la crònica de Pandya dona 12 anys (cosa possible, ja que les seves inscripcions van entre 1692 i 1706 i aquesta darrera seria la de la seva mort i no el final de la regència, però poc probable, ja que el rei hauria tingut només uns 11 anys si va néixer pòstum i uns 26 si tenia uns 14 anys a l'inici de la regència; tampoc ho confirmen les cartes dels jesuïtes). Se sap que va morir després de Chikkadeva Raya de Mysore que va morir vers el 12 de desembre de 1704, i probablement després del 1706, ja que hi ha una inscripció datada el 1706/1707. L'edat de la regent es pot estimar en uns 55 anys el 1705. Vijayaranga Chokkanatha va assolir el poder com a major d'edat, probablement després del 1706 (la seva primera inscripció és de 1708).